# Novo Selo na Dravi
Novo Selo na Dravi is een plaats in de gemeente Čakovec in de Kroatische provincie Međimurje. De plaats telt 622 inwoners (2001).